# Меррілл (Мічиган)
Меррілл (англ. Merrill) — селище (англ. village) в США, в окрузі Сегіно штату Мічиган. Населення — 663 особи (2020).

## Географія
Меррілл розташований за координатами 43°24′33″ пн. ш. 84°20′5″ зх. д. / 43.40917° пн. ш. 84.33472° зх. д. (43.409067, -84.334587).  За даними Бюро перепису населення США в 2010 році селище мало площу 1,81 км², уся площа — суходіл.

## Демографія
Згідно з переписом 2010 року, у селищі мешкало 778 осіб у 295 домогосподарствах у складі 209 родин. Густота населення становила 430 осіб/км².  Було 311 помешкання (172/км²).
Расовий склад населення:
| - 95,0 % — білих - 1,2 % — чорних або афроамериканців - 0,5 % — корінних американців - 0,3 % — азіатів - 1,8 % — осіб інших рас |

До двох чи більше рас належало 1,3 %. Частка іспаномовних становила 6,7 % від усіх жителів.
За віковим діапазоном населення розподілялося таким чином: 24,6 % — особи молодші 18 років, 58,3 % — особи у віці 18—64 років, 17,1 % — особи у віці 65 років та старші. Медіана віку мешканця становила 39,5 року. На 100 осіб жіночої статі у селищі припадало 93,5 чоловіків;  на 100 жінок у віці від 18 років та старших — 87,5 чоловіків також старших 18 років.
Середній дохід на одне домашнє господарство  становив 56 230 доларів США (медіана — 42 500), а середній дохід на одну сім'ю — 59 404 долари (медіана — 47 344). Медіана доходів становила 31 406 доларів для чоловіків та 36 250 доларів для жінок. За межею бідності перебувало 22,0 % осіб, у тому числі 32,1 % дітей у віці до 18 років та 8,6 % осіб у віці 65 років та старших.
Цивільне працевлаштоване населення становило 289 осіб. Основні галузі зайнятості: освіта, охорона здоров'я та соціальна допомога — 23,2 %, виробництво — 20,1 %, роздрібна торгівля — 14,2 %, мистецтво, розваги та відпочинок — 11,4 %.